# توم بويد (لاعب كرة قدم)
توم بويد (بالإنجليزية: Tom Boyd)‏ مواليد 24 نوفمبر 1965 في غلاسكو، هو لاعب كرة قدم إسكتلندي دولي سابق كان يلعب كمدافع. سبق له أن لعب في كأس العالم لكرة القدم 1998 مع منتخب بلاده. لعب خلال مسيرته 579 مباراة سجل خلالها 8 أهداف.

## المسيرة الاحترافية

### أندية لعب لها
- نادي ماذرويل
- تشيلسي
- نادي سلتيك

## روابط خارجية
- توم بويد على موقع الاتحاد الدولي (مؤرشف)  (الإنجليزية)
- توم بويد على موقع الاتحاد الإسكتلندي (الإنجليزية)
- توم بويد على موقع قاعدة بيانات كرة القدم.إي يو (الإنجليزية)
- توم بويد على موقع ناشيونال فوتبول تيمز (الإنجليزية)
- توم بويد على موقع Soccerbase.com (لاعب) (الإنجليزية)